# Adam Rogers

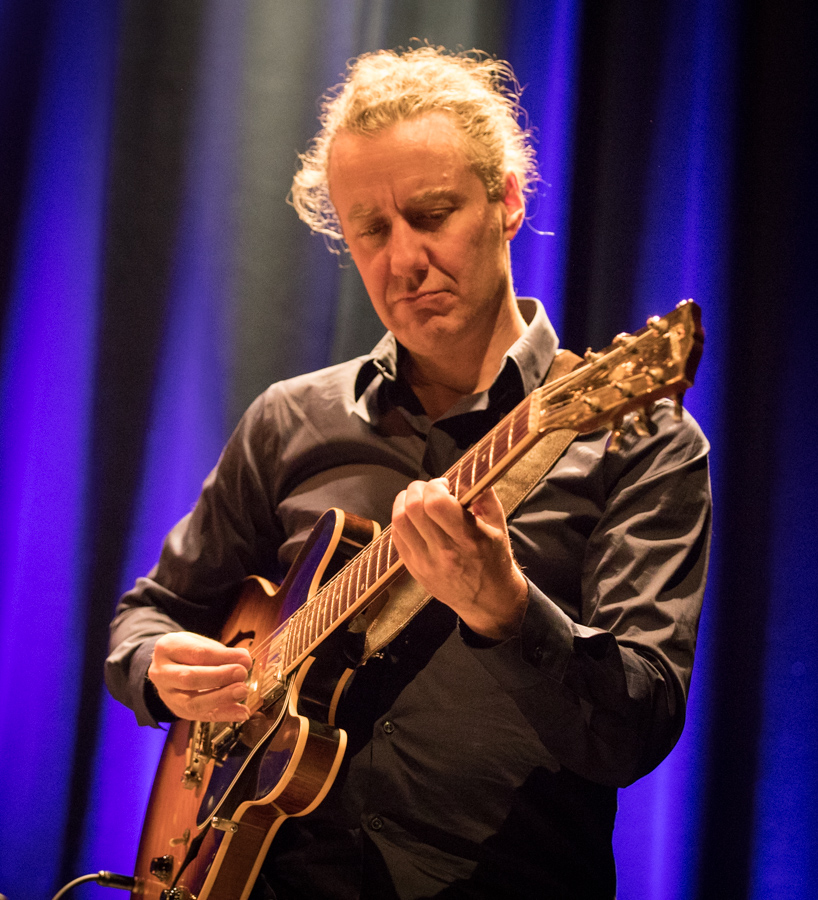
Adam Rogers (2017)

Adam Rogers (* 1965 in New York City) ist ein US-amerikanischer Jazz-Gitarrist, Komponist und Bandleader.

## Leben und Schaffen
Rogers wuchs in seiner Heimatstadt New York City auf, in der er auch weiterhin lebt und arbeitet. Er lernte Jazz-Gitarre bei Barry Galbraith, Howard Collins und John Scofield. Während vier Jahren am Mannes Conservatory of Music studierte er darüber hinaus klassische Gitarre bei Robert Secrist und Frederic Hand.
Er spielt vor allem in den Bereichen Post-Bop, Modern Jazz und klassischer Musik. Er ist gegenwärtig Mitglied der Combos Chris Potters Underground und des John Patitucci Trio. Seit der Jahrtausendwende ist er Bandleader eigener Formationen. In den 1980–1990er Jahren war Rogers Mitglied der Michael Brecker Group, des Charles Mingus Orchestra und der Fusion-Band Lost Tribe.
In verschiedenen Kino-Filmmusiken, etwa Michael Almereydas Hamlet (2000), Spike Lees Jim Brown: All American (2002), Seth Rosenfelds A Brother’s Kiss (1997) wirkte er am Soundtrack mit. Er spielte auch gelegentlich Klezmer und klassische orientalische Musik mit Giora Feidman, David Krakauer und Simon Shaheen.
Mit Cassandra Wilson ging er häufig auf Tournee; mit der Sängerin Luciana Souza arbeitet er regelmäßig im Trio mit dem Bassisten Scott Colley zusammen. Auch mit Norah Jones, Walter Becker, Paul Simon, Regina Carter, John Zorn, Randy Brecker, Laurie Anderson, Josh Roseman (Treats for the Nightwalker 2003), Lutz Häfner und Lizz Wright spielte er auf Tourneen oder Alben.
Im Sommer 1999 war er Solist der Dresdner Sinfoniker bei der Aufführung von John McLaughlins Komposition Apocalypse. 2008 erhielt er den Paul Acket Award auf dem North Sea Jazz Festival.

## Stil
Während der Jahre in der Jazzrock-Fusionband Lost Tribe spielte Rogers einen sehr funkig-rockigen Stil. Seit dem Bruch mit der Band spielt er seine Gibson-Gitarre ES-335 mit einem warmen, aber scharfen Klang in der Art des traditionellen „Acoustic Jazz“ von Pat Martino, George Benson oder Wes Montgomery, jener drei Gitarristen, die ihn in seinen Anfangsjahren am meisten beeinflussten. Er ist bekannt für hohe Geschwindigkeit bei makelloser Artikulation. Phil DiPietro von All About Jazz beschrieb Rogers als einen mind-boggling linear improviser.
Er liebt auch Herausforderungen, die aus dem Wechseln von älteren Vintage-Gitarren und Verstärkern herrühren. Er besitzt jeweils Sammlungen von über zwanzig verschiedenen Fabrikaten.

## Diskografische Hinweise
Alben als Bandleader
- 2009: Sight mit John Patitucci (b) und Clarence Penn (d) (Criss Cross Jazz)
- 2007: Time And The Infinite mit Scott Colley (b) und Bill Stewart (Criss Cross)
- 2005: Apparitions (Criss Cross)
- 2003: Allegory mit Edward Simon (p), Scott Colley (b) und Clarence Penn (d) Chris Potter (s) (Criss Cross)
- 2002: Art Of The Invisible mit Edward Simon (p), Scott Colley (b) und Clarence Penn (d) (Criss Cross)

Alben als Mitglied / Co-Leader der Fusion-Band Lost Tribe
- 1998: Many Lifetimes
- 1994: Soulfish
- 1993: Epon

## Auszeichnungen (Auswahl)
- 2008 – Paul Acket Award